# Xenosaurus agrenon
Espèce
Synonymes
- Xenosaurus grandis agrenon King & Thompson 1968

Xenosaurus agrenon est une espèce de sauriens de la famille des Xenosauridae.

## Répartition
Cette espèce est endémique de l'État d'Oaxaca au Mexique.

## Publication originale
- King & Thompson, 1968 : A review of the American lizards of the genus Xenosaurus Peters. Bulletin of the Florida State Museum, Biological Sciences, vol. 12, p. 93-123 (texte intégral).